# Puyravault (Vandea)
Puyravault è un comune francese di 656 abitanti situato nel dipartimento della Vandea nella regione dei Paesi della Loira.

## Società

### Evoluzione demografica
Abitanti censiti